# انریک والس
انریک والس (انگلیسی: Enric Vallès؛ زادهٔ ۱ مارس ۱۹۹۰) بازیکن فوتبال اهل اسپانیا است.
از باشگاه‌هایی که در آن بازی کرده‌است می‌توان به باشگاه فوتبال ناک بردا، باشگاه فوتبال بارسلونا، و باشگاه فوتبال بیرمنگام سیتی اشاره کرد.